# Al VIII-lea amendament la Constituția Statelor Unite ale Americii
Al VIII-lea amendament la Constituția Statelor Unite interzice guvernului federal să impună cauțiuni⁠(d) și amenzi excesive sau pedepse crude și neobișnuite⁠(d). Amendamentul a fost adoptat la 15 decembrie 1791 
alături de celelalte nouă amendamente din Bill of Rights. Acesta împiedică aplicarea de către guvernul federal a unor pedepse dure inculpaților în mod nejustificat înainte și după o condamnare. Textul acestui amendament își are originea în Declarația drepturilor din 1689.
Interzicerea pedepselor crude și neobișnuite a determinat instanțele să susțină că textul Constituției interzice în totalitate pedepse precum spânzurat, tăiat și sfârtecat. În baza acestei prevederi, Curtea Supremă a împiedicat aplicarea pedepsei capitale⁠(d) în unele cazuri, însă pedeapsa cu moartea este încă permisă în cazul în care inculpatul este condamnat pentru omor.
Curtea Supremă a susținut că prima prevedere din amendament interzice acele amenzi „atât de exagerate încât să deposedeze o persoană de bunurile sale fără un proces echitabil”. În cazul Statele Unite v. Bajakajian⁠(d) (1998), Curtea Supremă a decis pentru prima dată anularea unei amenzi în baza acestui amendament.
Curtea Supremă a hotărât că ultima prevedere, cea care menționează pedepsele crude și neobișnuite, se aplică atât statelor⁠(d), cât și guvernului federal, însă prima clauză din amendament nu a fost aplicată statelor. La 20 februarie 2019, Curtea Supremă s-a pronunțat în unanimitate în cazul Timbs v. statul Indiana⁠(d) și a decis că a doua clauză se aplică și statelor.

## Textul
| “ | Nu se va cere o cauțiune exagerată și nici nu vor fi impuse amenzi nemăsurate, sau aplicate pedepse crude și neobișnuite. | ” |